# Mars et Vénus surpris par Vulcain (Boucher)
Pour les articles homonymes, voir Mars et Vénus surpris par Vulcain.
Mars et Vénus surpris par Vulcain est une peinture à l'huile sur toile (164 x 71 cm) réalisée en 1754 par le peintre français François Boucher. Il est conservé dans la Wallace Collection à Londres.
La toile représente Vénus, épouse de Vulcain, et son amant Mars.

## Peintures similaires
Au fil des siècles, de nombreux peintres ont représenté cet épisode. Parmi d'autres, on peut citer Le Tintoret avec Mars et Vénus surpris par Vulcain. Le couple d'amants seul, sans Vulcain pour le surprendre, apparaît par ailleurs dans Vénus et Mars de Sandro Botticelli, dans Vénus, Mars et Cupidon de Piero di Cosimo, ou encore dans Vénus et Mars de Paul Véronèse.

## Liens
- Ressource relative aux beaux-arts :   - Art UK
- (en) Mars and Venus surprised by Vulcan